# Viên Băng Nghiên
Viên Băng Nghiên (giản thể: 袁冰妍, phồn thể: 袁冰妍, bính âm: Yuán Bīng Yán, sinh 17 tháng 1 năm 1992) là một nữ diễn viên Trung Quốc, tốt nghiệp Học viện Hý kịch Thượng Hải.

## Danh sách phim

### Phim điện ảnh
| Năm  | Tựa đề             | Tên tiếng Trung | Vai   | Ghi chú |
| ---- | ------------------ | --------------- | ----- | ------- |
| 2015 | Vị Khách Không Mời | 不速之客        | A Húc | Vai phụ |

### Phim truyền hình
| Năm        | Tựa đề                                                      | Vai                | Bạn diễn                           | Ghi chú   |
| ---------- | ----------------------------------------------------------- | ------------------ | ---------------------------------- | --------- |
| 2013       | Diệp Vấn                                                    | Thu Kiếm Vân       | Hàn Tuyết, Trịnh Gia Dĩnh          | Vai phụ   |
| 2014       | Căn Hộ Tình Yêu 4                                           | Tình Tình          | Lâu Nghệ Tiêu, Trần Hách           | Vai phụ   |
| 2014       | Tiễn Đường Truyền Kỳ                                        | Hương Cập Cập      | Quách Trân Nghê, Dư Thiếu Quần     | Vai phụ   |
| 2014       | Lãnh Thương Thủ                                             | Tưởng Ngọc San     | Trương Hiểu Thần, Trịnh Văn Sâm    | Vai phụ   |
| 2014       | Tùy Đường Anh Hùng                                          | Triệu Phù Dung     | Trương Vệ Kiện                     | Vai phụ   |
| 2014       | Hoa Khôi Ngây Thơ Và Hội Trưởng Bá Đạo                      | Nguyễn Thanh Điềm  | Hác Duẫn Tường                     | Vai phụ   |
| 2014       | Bố Đại Hòa Thượng Tân Truyền                                | Kim Liên Công chúa | Âu Dương Chấn Hoa, Trần Hiểu Tuyết | Vai phụ   |
| 2015       | Hoa Khôi Ngây Thơ Và Hội Trưởng Bá Đạo 2                    | Nguyễn Thanh Điềm  | Đới Hướng Vũ                       | Vai chính |
| 2015       | Hoàng Đế Cuối Cùng                                          | Đàm Ngọc Linh      | Triệu Văn Tuyên, Dư Thiếu Quần     | Vai phụ   |
| 2015       | Thục Sơn Chiến Kỷ                                           | Tiểu Điệp          | Triệu Lệ Dĩnh, Trần Vỹ Đình        | Vai phụ   |
| 2016       | Nữ Y · Minh Phi Truyện                                      | Lưu Phi            | Lưu Thi Thi, Hoắc Kiến Hoa         | Vai phụ   |
| 2016       | Tôi Là Đỗ Lạp Lạp                                           | Tả Tiểu Thiến      | Thích Vy, Vương Diệu Khánh         | Vai phụ   |
| 2016       | Lão Cửu Môn                                                 | Nha Đầu            | Triệu Lệ Dĩnh, Trần Vỹ Đình        | Vai phụ   |
| 2016       | Mùa Hạnh Phúc                                               | Tiên Nữ (Lúc nhỏ)  | Du Phi Hồng, Đồ Tùng Nham          | Vai phụ   |
| 2016       | Phi Đao Hựu Kiến Phi Đao                                    | Thủy Vô Thương     | Dương Dung, Lưu Khải Uy            | Vai phụ   |
| 2016       | Hướng Hạnh Phúc Xuất Phát                                   | Phương Ninh        | Viên San San, Kiều Nhậm Lương      | Vai phụ   |
| 2017       | Thái Cực Tông Sư                                            | Trần Như Vũ        | Đường Nghệ Hân, Trịnh Gia Dĩnh     | Vai phụ   |
| 2018       | Huyền Môn Đại Sư                                            | Thu Ý              | Vương Tú Trúc, Đồng Mộng Thực      | Vai phụ   |
| 2018       | Tương Dạ                                                    | Mạc Sơn Sơn        | Tưởng Y                            | Vai phụ   |
| 2018       | Trở Về Minh Triều Làm Vương Gia                             | Hàn Ấu Nương       | Tưởng Kính Phu                     | Vai chính |
| 2019       | Thính Tuyết Lâu                                             | Thư Tĩnh Dung      | Tần Tuấn Kiệt                      | Vai chính |
| 2020       | Tương Dạ 2                                                  | Mạc Sơn Sơn        | Tống Y Nhân, Vương Hạc Đệ          | Vai phụ   |
| 2020       | Lưu Ly                                                      | Chử Toàn Cơ        | Thành Nghị                         | Vai chính |
| 2021       | Lý Tưởng Chiếu Rọi Trung Quốc (Phần Hi Vọng Của Phương Chu) | Tưởng Cạnh Vũ      | Lục Nghị                           | Vai chính |
| 2021       | Thanh Xuân Hướng Về Phía Trước                              | Đường Khả Nhi      | Đồng Mộng Thực                     | Vai chính |
| 2022       | Chúc Khanh Hảo                                              | Lưu Linh           | Trịnh Nghiệp Thành                 | Vai chính |
| Chưa chiếu | Lá Chắn Thiếu Niên                                          | Thẩm Hiểu Đồng     | Khương Triều                       | Vai chính |
| Chưa chiếu | Lôi Đình Lệnh                                               | Cát Đan            | Tần Hải Lộ, Kim Hạn                | Vai phụ   |
| Chưa chiếu | Khuynh Thành Diệc Thanh Hoan                                | Phượng Thanh Hoan  | Chung Hán Lương                    |           |

## Đĩa nhạc
| Năm  | Tên              | Tên tiếng Trung | Album                  | Ghi chú            |
| ---- | ---------------- | --------------- | ---------------------- | ------------------ |
| 2018 | Mạc Vọng         | 莫望            | Tương Dạ OST           | Cover              |
| 2019 | Cẩm Sắt          | 錦瑟            | Thính Tuyết Lâu OST    | cùng Tần Tuấn Kiệt |
| 2020 | Đồng Lòng Mà Nói | 同心而语        | Lưu Ly mỹ nhân sát OST |                    |